# Carmen Guerrero-Nakpil
Carmen Guerrero-Nakpil (Manilla, 19 juli 1922 – 30 juli 2018) was een Filipijns journaliste en schrijfster.

## Biografie
Carmen Guerrero werd geboren op 19 juli 1922 in het district Ermita in de Filipijnse hoofdstad Manilla. Haar ouders waren Alfredo Guerrero, een bekende dokter en Filomena Francisco, een van de eerste vrouwelijke apothekers van de Filipijnen. Haar oudere broer Leon Maria Guerrero III was diplomaat en romanschrijver. Haar grootvader van vaders zijde was Leon Maria Guerrero, een bekende botanicus en politicus. Haar grootvader aan moeders zijde was Gabriel Beato Francisco, een bekende schrijver in Tagalog. Carmen studeerde aan het St. Theresa's College in Manilla en behaalde daar in 1942 haar Bachelor of Arts-diploma. Al tijdens haar studietijd was ze actief als schrijfster. Ze viel op door haar goede beheersing van het Engels.
Na haar studie werkte ze tussen 1942 en 1946 voor de Evening News. Vanaf 1947 werkte ze voor de Manila Times. Ook schreef ze twaalf jaar lang dagelijks een column voor de Manila Chronicle en was ze columnist voor de Sunday Times, Asia magazine en Malaya. Ze was een van de oprichters en secretaris-generaal van de Writers Union of the Philippines. In de jaren 60 was ze voorzitter van de National Historical Commission. Van 1975 tot 1985 was Guerrero-Nakpil directeur-generaal van het Technology Resource Center. In 1983 werd ze voor een termijn van drie jaar in de uitvoerende raad van UNESCO gekozen.
Naast haar werk voor kranten en tijdschriften schreef ze een tiental boeken, waaronder 'Woman Enough and Other Essays' (1963), 'Question of Identity' (1973), 'The Philippines and the Filipino' (1977), 'The Philippines: The Land of the People' (1989) en de roman 'The Rice Conspiracy' (1990). Toen ze de 80 al ruim was gepasseerd bracht ze haar autobiografie uit in de vorm van een trilogie: 'Myself, Elsewhere' (2006), 'Legends & Adventures' (2007) en 'Exeunt' (2009). Voor haar werk als schrijfster ontving ze in 1988 de Gawad Pambansang Alagad ni Balagtas Award in de categorie Engelse fictie van de Unyon ng mga Manunulat sa Pilipinas (UMPIL). Ook won ze in 1990 een Southeast Asian Writers (SEAWRITE) Award en kreeg ze in hetzelfde jaar voor 'The Philippines: The Land and the People' een National Book Award van de Manila Critics Circle in de categorie bloemlezingen.
Guerrero overleed in 2018 op 96-jarige leeftijd. Ze trouwde in 1942 met Ismael Cruz. Na zijn dood trouwde ze in 1950 met architect Angel Nakpil. Met haar eerste man kreeg ze twee kinderen: Gemma en Ismael. Samen met haar tweede man kreeg ze drie kinderen: Ramon, Lisa en Luis.
- Gemeinsame Normdatei: 1045335258
- International Standard Name Identifier: 0000 0003 9350 9289
- Library of Congress Control Number: n50026577
- Nationale Bibliotheek van Israël: 987007278259505171
- Nederlandse Thesaurus van Auteursnamen: 074951408
- Système universitaire de documentation: 069561672
- Virtual International Authority File: 287833098
- WorldCat: E39PBJm4Pbd8jkmgxW4rwJd84q